# Lisa Wenger
Lisa Wenger (* 23. Januar 1858 in Bern; † 17. Oktober 1941 in Carona/Tessin) war eine Schweizer Künstlerin, Schriftstellerin, Kinderbuchautorin und Malerin.

## Leben
Lisa Ruutz war die Tochter des Tuchhändlers Heinrich Ruutz und dessen Frau Elise, geborene Haller. Sie nahm in Basel bei Hans Sandreuter Malunterricht und absolvierte anschliessend ein Kunststudium in Paris, Florenz sowie an der Kunstakademie Düsseldorf. Ab 1881 führte sie in Basel eine Ateliersschule für Porzellanmalerei. 1890 heiratete sie den Fabrikanten Théo Wenger, übersiedelte nach Courtételle (Delémont), das damals noch zum Berner Jura gehörte, und begann zu schreiben.
Ihre ersten Geschichten erschienen als Fortsetzungsserien in Zeitungen u. a. im «Schweizerischen Frauenkalender», der von Clara Büttiker herausgegeben wurde. Mit ihren phantasievollen Romanen und Erzählungen aus dem Alltag wurde sie eine der meistgelesenen Schweizer Autorinnen der 1930er Jahre. Eines ihrer bekannten Kinderbücher war Joggeli söll ga Birli schüttle, das unter dem Titel Die Hampeloper von Franz Tischhauser vertont und 1986 in Zürich uraufgeführt wurde. Sie schrieb auch Märchen und Schauspiele.
Ihre Tochter Ruth Wenger war kurze Zeit mit Hermann Hesse verheiratet. Ihre Enkeltochter Meret Oppenheim wurde eine berühmte Künstlerin. Ein weiterer Enkel aus der Ehe ihrer Tochter mit dem UFA-Schauspieler Erich Haußmann, der Theater- und Filmschauspieler Ezard Haußmann, war erfolgreich auf Bühnen und vor Fernsehkameras tätig. Dessen Sohn Leander Haußmann ist ein bekannter Regisseur.

## Werke (Auswahl)
- Das blaue Märchenbuch. 1905

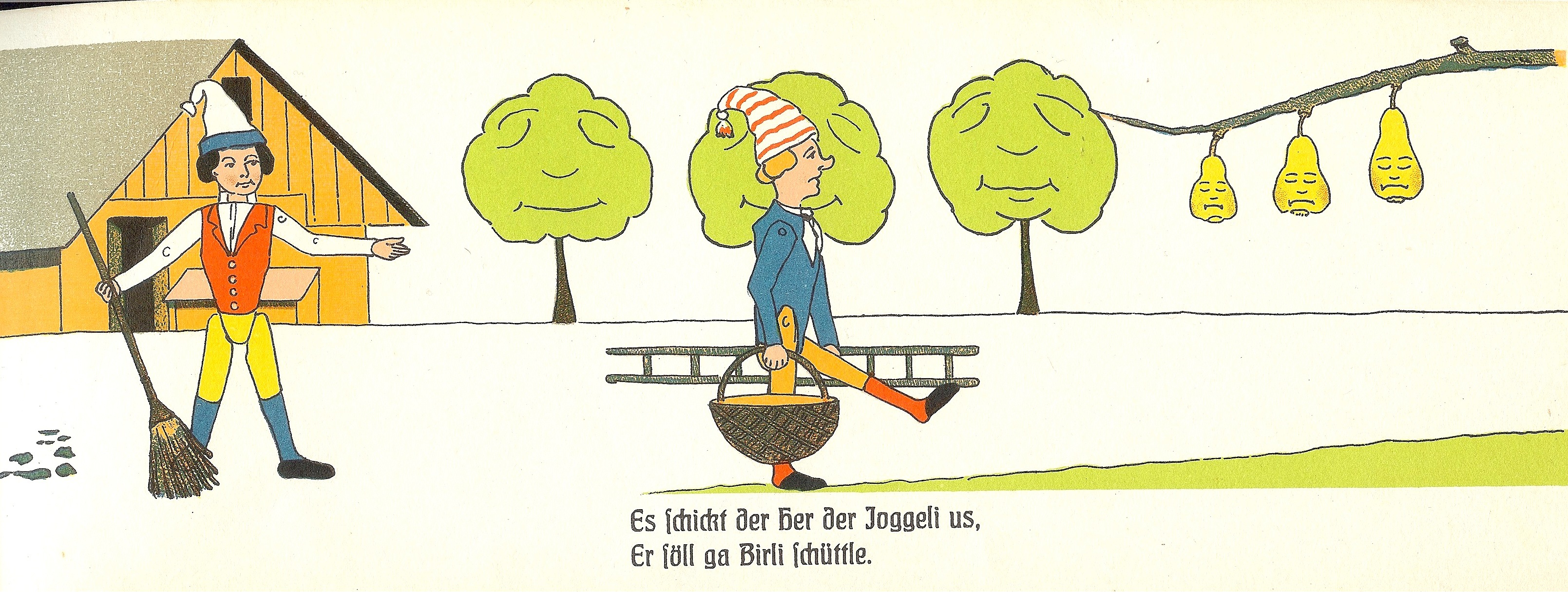
De Joggeli söll ga Birli schüttle

- Wie der Wald still ward. Tiergeschichten. 1906 oder 1907
- Joggeli söll ga Birli schüttle. 1908
- Prüfungen. Roman. 1908
- Die Wunderdoktorin. Roman. 1909
- Der Kampf um die Kanzel. Erzählung. 1911
- Amoralische Fabeln. 1920[2]
- Baum ohne Blätter. 1938 (Digitalisat)
- Das Zeichen. Ein Schauspiel in drei Akten. 1914
- Der Garten. Erzählungen aus dem Tessin. 1924
- Der Vogel im Käfig. Roman. 1922
- Der Waldfrevler. 1919
- Die Altweibermühle. Zehn Frauenmärchen. 1921
- Die drei gescheiten Männer von Au. Vetter Jeremias und die Schwestern Tanzeysen. Novellen. 1919
- Die Longway und ihre Ehen. Roman. 1930
- Die Wunderdoktorin. Roman. 1910
- Eine Heimkehr.
- Elisabeth sucht Gott. 1941
- Er und Sie und das Paradies. 1918
- Es schwärs Warte. Einakter. 1930
- Hans-Peter Ochsner. Roman. 1955
- Licht und Schatten in San Marto. Roman. 1940
- Oh wie bös, oh nit so bös: die Geschichte vom Mannli und vom Fraueli. 1946
- s Zeiche: ein Schauspiel in drei Akten. 1916
- Verenas Hochzeit. 1939[3]
- Vier junge Musikanten erleben Abenteuer. Zeichnungen von Fritz Deringer. Schweizerisches Jugendschriftenwerk 1940, SJW-Heft Nr. 88
- Was mich das Leben lehrte: Gedanken und Erfahrungen. 1927
- Aber, aber Kristinli. Schweizerisches Jugendschriftenwerk 1935, SJW-Heft Nr. 48, Jubiläumsausgabe-Reprint 2006 mit Illustrationen von Meret Oppenheim, ISBN 3-7269-0520-0